# 武关
武关，位于陕西省商洛市丹凤县东的少习山峡谷之间武关河的北岸， 312国道穿越经过，历史悠久，春秋时名“少习关”，战国时改为“武关”，与函谷关、萧关、大散关称为“秦之四塞”，是春秋战国时代秦国的南大门。
      
前299年秦昭襄王约楚怀王在武关会面。怀王不听昭睢、屈原劝告，决定前往武关，结果被秦国扣留。秦昭襄王胁迫楚怀王割地，楚怀王不肯，被秦國扣留，老死秦国。
前206年8月，刘邦起义部队由此入关，逼近咸阳。